# Метод наложения
Метод наложения — метод расчёта электрических цепей, основанный на предположении, что электрический ток в каждой из ветвей электрической цепи при всех включённых генераторах равен сумме токов в этой же ветви, полученных при включении каждого из генераторов по очереди и отключении остальных генераторов (только в линейных цепях).
Метод наложения используется как для расчёта цепей постоянного тока, так и для расчёта цепей переменного тока.

## Пример применения
Найти ток {\displaystyle I_{1}} методом наложения в цепи, показанной на рисунке. {\displaystyle E_{1}=100B}, {\displaystyle E_{2}=50B}, {\displaystyle R_{1}=R_{2}=R_{3}=10} {\displaystyle {\text{Ом}}}.

Пример
метода наложения

При отключённом генераторе 2 ток {\displaystyle I_{1}'} найдём по формуле:
{\displaystyle I_{1}'={\frac {E_{1}}{R_{1}+{\frac {R_{2}R_{3}}{R_{2}+R_{3}}}}}={\frac {100}{10+{\frac {10\cdot 10}{10+10}}}}=6,67A}.
При отключённом источнике 1 ток {\displaystyle I_{2}''} будет
{\displaystyle I_{2}''={\frac {E_{2}}{R_{2}+{\frac {R_{1}R_{3}}{R_{1}+R_{3}}}}}={\frac {50}{10+{\frac {10\cdot 10}{10+10}}}}=3,34A},
а ток {\displaystyle I_{1}''} будет
{\displaystyle I_{1}''=-{\frac {I_{2}''}{2}}=-{\frac {3,34}{2}}=-1,67A}.
Тогда ток {\displaystyle I_{1}} при обоих включённых источниках будет равен сумме токов {\displaystyle I_{1}'} и {\displaystyle I_{1}''}:
{\displaystyle I_{1}=I_{1}'+I_{1}''=6,67-1,67=5A}.
В задаче за положительные направления токов {\displaystyle I_{1}'} и {\displaystyle I_{1}''} приняты направления, совпадающие с направлением, показанным на рисунке для тока {\displaystyle I_{1}}. То же самое для тока {\displaystyle I_{2}''}